# ان‌پی‌او انرگوماش
ان‌پی‌او انرگوماش (انگلیسی: NPO Energomash) شرکت صنایع جنگ‌افزاری روس است، که در سال ۱۹۴۶ تأسیس شد.